# 弗蘭切絲卡·洛洛布里吉達
弗蘭切絲卡·洛洛布里吉達（義大利語：Francesca Lollobrigida，1991年2月7日—），義大利速度滑冰運動員。她代表義大利隊參加了於中國舉行的2022年冬季奧林匹克運動會，並在女子3000米项目比賽上獲得銀牌。其远方亲戚是意大利知名影星珍娜·露露布莉姬妲。